# Тонкозуб Сміта
Тонкозуб Сміта (Leptodon smithii) — вид мохів родини тонкозубових (Leptodontaceae).

## Поширення
Ареал охоплює такі частини світу: Європа, Африка, Азія, Австралія, Нова Зеландія, Південна Америка.
Зустрічається на корі в густому лісі.

## Характеристика
L. smithii відрізняється у вологому стані, характеризуючись темно-зеленими гілками приблизно до 2,5 см завдовжки та досить щільним листям, трохи менше 1 мм завдовжки, із надзвичайно заокругленим кінчиком. Листова жилка проста, досить коротка і слабка, клітини листка не витягнуті.